# Sikkeldubbelkopje
Het sikkeldubbelkopje (Diplocephalus lusiscus) is een spinnensoort in de taxonomische indeling van de hangmatspinnen (Linyphiidae).
Het dier behoort tot het geslacht Diplocephalus. De wetenschappelijke naam van de soort werd voor het eerst geldig gepubliceerd in 1872 door Eugène Simon.